# Kingman (Alberta)
Kingman est un hameau (hamlet) du Comté de Camrose, situé dans la province canadienne d'Alberta.

## Démographie
En tant que localité désignée dans le recensement de 2011, Kingman a une population de 90 habitants dans 40 de ses 45 logements, soit une variation de 3.4% par rapport à la population de 2006. Avec une superficie de 0,414 9 km2, le hameau possède une densité de population de 216,919 7 hab/km2 en 2011.
Concernant le recensement de 2006, Kingman abritait 87 habitants dans 34 de ses 36 logements. Avec une superficie de 0,414 9 km2, le hameau possédait une densité de population de 209,7 hab/km2 en 2006.